# Abdul Al-Razgan
Abdul Al-Razgan (30 ottobre 1970) è un ex calciatore saudita, di ruolo attaccante.

## Carriera
Fu convocato per la Coppa d'Asia 1992.